# Надиби
Нади́би — село в Бісковицькій сільській громаді Самбірського району Львівської області України. Населення 975 осіб.

## Історія

### Заснування села та перші згадки про нього
Село Надиби засноване, ймовірно, близько 1125 року. Перша документальна згадка про нього датована 1446 роком. У шостому томі «Словника географічного Королівства Польського і інших країв слов'янських» (1885), у статті про Надиби зазначено: «У 1446 році єпископ перемишльський Петро надав канонікам перемишльської капітули десятини в Надибах».
До середини ХІХ ст. Надиби перебували у власності польських магнатів, спочатку Стадницьких, а потім Тхорницьких.

### Надиби у власності польських магнатів
Згідно з матеріалами ревізії 1712 року в с. Надиби було 54 двори, серед яких 2 млини, корчма, ґуральня (спиртзавод) та церква. У XVIII ст. для селян була встановлена 2-денна панщина. Однак окрім неї мешканці села відбували: зажин-обжин, закос-обкос, заграб-обграб, молотили 60 снопів озимини, 70 снопів ярини, пряли по одній штуці, ходили з панськими листами тощо До того ж у цей час спостерігалася заміна відробітків на грошову ренту, яку селяни не завжди могли сплачувати. Так відомо, що в селах Воютичі та Надиби заборгованості селян за несплачені в 1712–1713 рр. чинші та данини складали 1402 зл. 1 ґр. Власне так мешканці села працювали у фільварку магнатів Стадницьких. Є відомості, що в цьому фільварку було 8 голів робочої худоби (4 воли і 4 коні). Займалося місцеве населення і рибальством. В Надибах у 1715 році зазначається 3 ставки й одна саджавка (водойма для розведення малька). Тоді одним із власників села був Леон Стадницький, який заснував тут хорошу хмелярню (броварню), на зразок чеських.
У ХІХ ст. село належало магнатам Тхорницьким. Практично в самому центрі села, у 1891 році Тхорницькі збудували палац і заклали парк, у якому було чимало рідкісних у цій місцевості дерев, зокрема до сьогодні вцілілій частині парку, де росте плакучий клен та тюльпанове дерево. Також уціліли деякі господарські будівлі, що належали до палацу. Після Другої світової війни у палаці була початкова школа. З 1998 року тут діє Спасо-Преображенський жіночий монастир сестер Студиток. Окрім цього, до 2008 року у приміщенні палацу проводилися богослужіння для надибської громади УГКЦ.
У 1872 р. біля села Надиби було прокладено колію Дністрянської залізниці, яка з'єднювала Хирів, Самбір, Дрогобич, Борислав та Стрий і була відгалуженням Першої угорсько-галицької залізниці. Тоді ж було облаштовано залізничну станцію.
В Надибах у ХІХ ст. існувала єврейська громада. До сьогодні збереглася неподалік від панського палацу мурована синагога, щоправда вона зазнала деяких реконструкцій, оскільки тепер тут функціонує млин.

### Надиби у першій половині ХХ століття
У 20-х роках ХХ ст. в селі ще функціонувала ґуральня. Відомий письменник із Самбірщини Андрій Чайковський у книзі спогадів «Чорні рядки» зазначив, що це була єдина ґуральня в регіоні, яка вціліла після Першої світової війни.
З часів Другої світової війни в Надибах збереглася братська могила, у якій поховано понад триста солдатів (з України, Росії, Білорусі, Литви та інших держав), які загинули під час воєнних дій в околиці Надиб та сусідніх сіл. У 1965 році на могилі створено меморіальний комплекс.

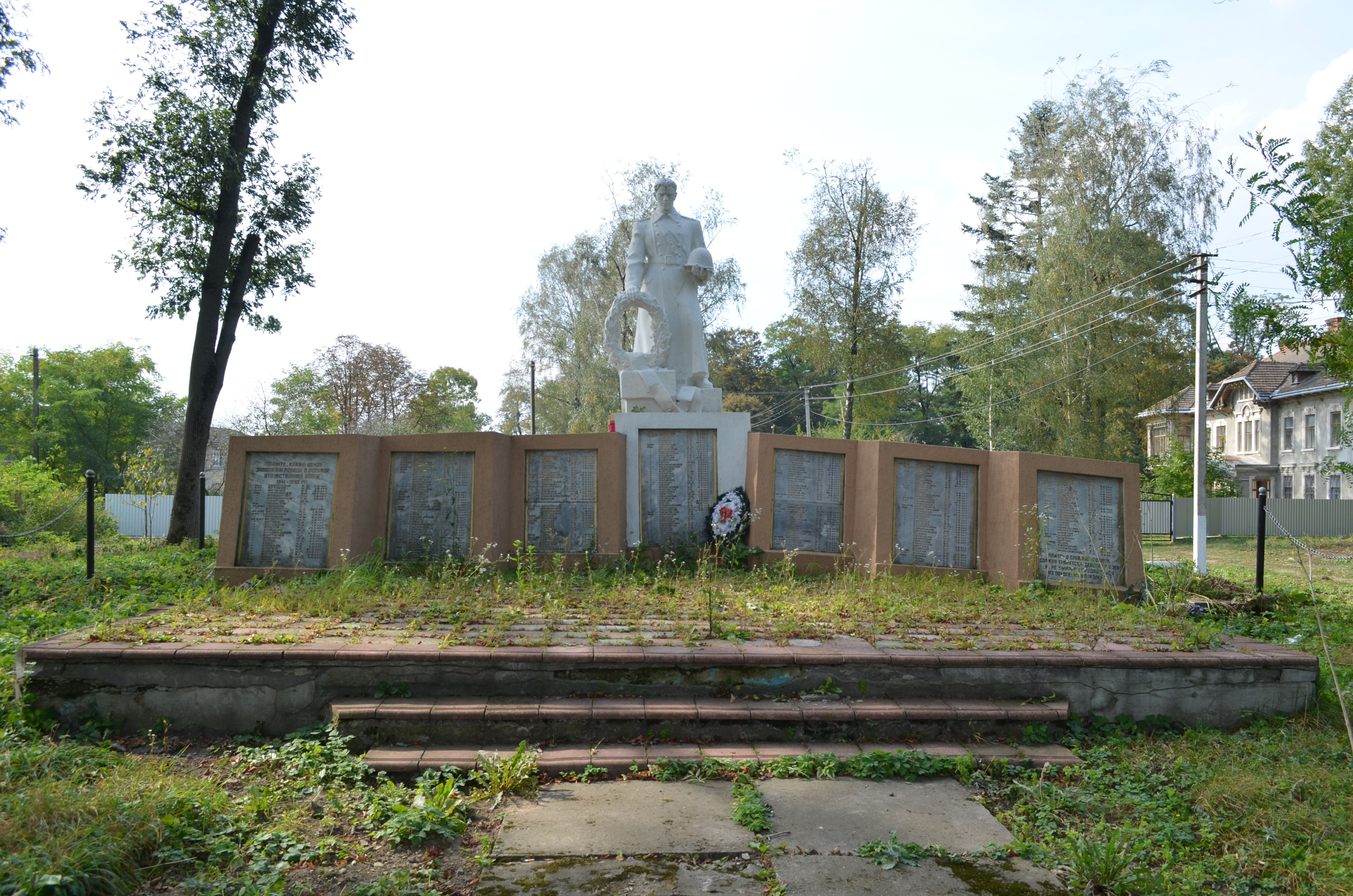
3. Надиби (Братська могила радянських воїнів)

Перед Другою світовою війною надибські євреї виїхали із села. Після війни, у 1945–1947 рр, було виселено польське населення, замість якого із українських етнічних земель, що тепер належать Польщі, до Надиб було депортовано 106 українських родин.

### Радянський період
У 1948 році Надиби були колективізовані — створено колгосп ім. Дзержинського; через деякий час його було об'єднано з колгоспом села Сусідовичі та перейменовано на колгосп ім. Шевченка. У радянські часи в центрі села, біля Народного Дому було встановлено пам'ятник Т. Шевченкові.
1949 рік ознаменувався відкриттям у прибудові Народного дому бібліотеки, фонд якої у 1951 році налічував 1106 книг. У 1957 році продовжилась депортація польського населення. Тоді з Надиб було виселено практично всіх поляків. Весною 1970 року у Надибській школі вчителем біології, географії та природи упродовж трьох місяців працював відомий український правозахисник, дисидент, політик, публіцист, релігійний діяч, один із засновників Української Гельсінської спілки — Іван Гель (1937–2011).

### Церкви у с. Надиби
У 1989 році було відкрито Успенську церкву — пам'ятку архітектури національного значення. Зважаючи на крихітні розміри та своєрідний ритм горизонтальних членувань, святиню можна віднести до рідкісних творів народної архітектури галицької школи. Шематизми 1930-их рр. датують її 1538 або 1564 роком. Але, згідно з дослідженнями Михайла Драґана, дерев'яна тризрубна триверха церква була збудована у 1732 р. (інвентар 1830 року подає дату — 1747 рік). На одвірку була зазначена дата 1791 р. (мабуть дата направи). В шостому томі «Словника географічного Королівства Польського і інших країв слов'янських» (1885), у статті про Надиби згадується, що в церкві зберігалося багато візитаторських записок з 1732 р., а також старочитне рукописне Євангеліє та Мінея. Окрім цього зазначено, що церкві з давніх-давен належала чверть землі, надана ще руськими князями. Буря 1869 року завалила верхи, і відремонтована будівля отримала високі двосхилі дахи. По Другій світовій війні Успенська церква стояла зачиненою. В 1982 р. її було відремонтовано. Після відкриття, у 1989 році, громада спершу відновила, а пізніше, у 1991 році, заклала ззовні церкви фундамент, розібравши унікальну пам'ятку. Насправді, Успенську церкву було розібрано з метою перевезення до Львова, до Музею народної архітектури та побуту, де її мали відбудувати і відреставрувати. Однак чи втрапила церква туди, досі невідомо.
8 листопада 1997 року на місті Успенської церкви було урочисто відкрито й освячено нову святиню — церкву Св. Дмитрія Солунського (УПЦ КП). Будуючи цю церкву, селяни зберегли архітектурні форми її попередниці. До середини 2000-их років височіли на церковному подвір'ї столітні липи, які колись посадили селяни довкола Успенської церкви. Однак їх було зрізано.

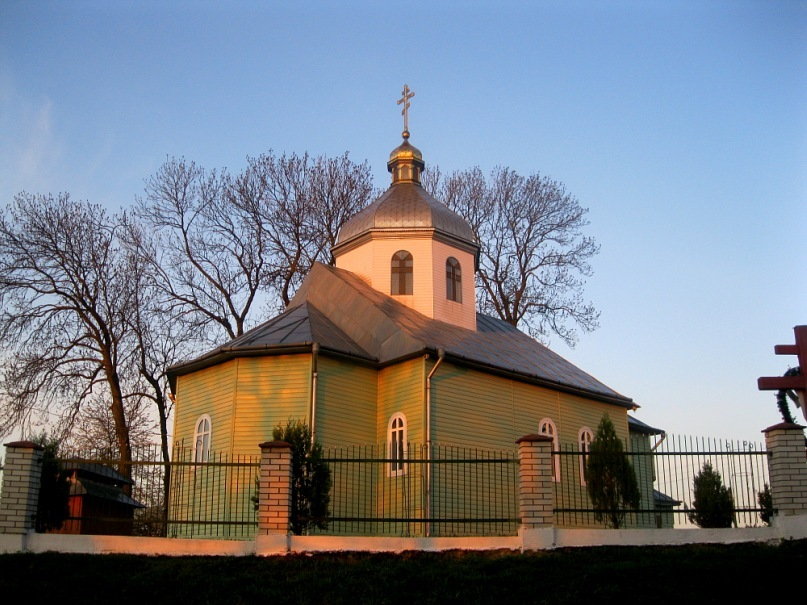
Церква Св. Дмитрія Солунського

У 2005–2008 роках в Надибах було збудовано ще одну святиню — церкву Успіння Пресвятої Богородиці (УГКЦ).

## Населення

### Мова
Розподіл населення за рідною мовою за даними перепису 2001 року:
| Мова       | Кількість | Відсоток |
| ---------- | --------- | -------- |
| українська | 1126      | 92.22%   |
| польська   | 90        | 7.37%    |
| російська  | 4         | 0.33%    |
| угорська   | 1         | 0.08%    |
| Усього     | 1221      | 100%     |

## Відомі люди

### Народились в Надибах
- Бурко (Романишин) Юлія Миколаївна — писанкарка.
- Буца Едвард Антонович — підпільник та вояк Армії Крайової, в'язень ГУЛАГу, голова страйкового комітету в 10 відділенні Річкового табору (рос. — Речлаг) при шахті № 29 під час Воркутинського повстання.
- Павлишевський Віктор Ярославович — радянський та український футболіст.
- Пациковський Юзеф — польський шкільний вчитель та директор кількох бібліотек у м. Перемишлі.
- Шуберт Конрад — польський інженер лісового господарства, керівник державних лісових ресурсів.

### Пов'язані з Надибами
- Бжостовський Ігор Євгенович (1993-2014) — солдат Збройних сил України, учасник російсько-української війни.
- Гель Іван Андрійович — український правозахисник, дисидент, політик, публіцист, релігійний діяч, один із засновників Української гельсінської спілки, колишній радянський політв'язень.
- Григорій Самборчик — український (руський) вчений, поет епохи Відродження (писав латиною та польською), гуманіст, професор Краківського університету.
- Кравс Антін — український полководець, генерал-четар. У 1919 році — командир армійської групи (Кравса), потім 3-го корпусу.
- Тхорницький-Мнішек Казимир — польський поміщик, офіцер.